# Hilgard Peak
Hilgard Peak je hora v Madison County, na jihozápadě Montany, ve Spojených státech amerických. Hilgard Peak je s nadmořskou výškou 3 449 metrů nejvyšší horou pohoří Madison Range a nejvyšší horou Montany mimo pohoří Beartooth Mountains (kde leží nejvyšší vrcholy státu). Také je čtvrtou nejvyšší horou Montany s prominencí vyšší než 500 metrů.
Hora a pohoří Madison Range náleží do oblasti Teton Range-Yellowstone Area, které je součástí severních amerických Skalnatých hor. Hilgard Peak se nachází přibližně 30 kilometrů západně až severozápadně od Yellowstonského národního parku. Hora je pojmenovaná po profesoru geologie E. W. Hilgardovi, který byl součástí Haydenovi expedice na počátku 70. let 19. století. Tato expedice prozkoumávala Yellowstonskou oblast.